# حمید برزگر
حمید برزگر (زاده ۱۳۵۶، تهران) فیلم‌نامه‌نویس، طنزپرداز و شاعر ایرانی است.

## شرح حال
او کار خود را در تلویزیون، با مهران مدیری در جنگ ۷۷ آغاز کرد و سپس نویسنده بسیاری از مجموعه‌های تلویزیونی کمدی بوده‌است. او در میانه ی دهه ۷۰ خورشیدی مدتی نزد استاد ناصر تقوایی فیلمنامه نویسی آموخت.
از آثار او می‌توان به شب‌های برره،، باغ مظفر، پلاک ۱۴، ببخشید شما، خانه ما، شمس‌العماره، کمربندها را ببندیم، بدون شرح، مسافری از گرونگول، گولوبولا، مسافران (مجموعه تلویزیونی ۱۳۸۸)، باغچه مینو، ساختمان پزشکان،، چارخونه، گشت پلیس، فضانوردان، زیر آسمان شهر،، مثل همیشه، شوخی شوخی، نوروز نو، پاورچین، شوخی کردم، پیک نیک در میدان جنگ، دیوار به دیوار ۱ و دیوار به دیوار ۲  اشاره کرد.